# Vackov (Praha)
Vackov je oblast, která se nachází ve východní části Žižkova v Praze 3, severovýchodně od bývalého nákladového nádraží Žižkov. Do roku 1949 patřila do Prahy XIII-Staré Strašnice, okres Vršovice. Na východě sousedila se čtvrtí Jarov, bývalou částí Prahy XI-Hrdlořezy, okres Žižkov; hranice mezi těmito okresy probíhala přibližně mezi rovnoběžnými ulicemi Za Vackovem (Vackov) a V Zahrádkách (Jarov).
Na severní straně je lokalita Vackova ohraničena parkem Židovské pece a západní částí ulice Pod Lipami, na straně jižní ulicí Malešická. Mezi nimi jsou rovnoběžně ulice V Zeleni, Květinková (část), Pod Jarovem, Mezi Domky, Na Rovnosti a V Rozkvětu, kolmo na ně vedou ulice Na Vackově, Plavínová, Na Mokřině, Za Vackovem, V Zahrádkách, Schöfflerova (Josef Schöffler, také Schäffler, byl typograf a spoluzakladatel Družstva pro stavbu dělnických bytů a rodinných domků na Žižkově. Zemřel za 1. světové války; jeho jméno nese ulice od svého vzniku v roce 1925), Na Jarově a V Jezerách (část).
Za součást Vackova je považována i nová bytová zástavba v jeho západním cípu pod parkem Židovské pece, v místech někdejší nouzové kolonie (rezidenční projekty Alfarezidence, Byty Na Vackově, Viladomy Na Vackově, Byty u parku Na Vackově), včetně nově vzniklých ulic Rixdorfská (navazuje na ulici Pod Lipami, pojmenována je podle osady Český Rixdorf založené roku 1737 českými pobělohorskými exulanty v tehdejším Prusku; dnes je součástí Berlína), Olgy Havlové (navazuje na ulici Pod Jarovem) a Dagmar Burešové (slepá ulice).

## Historie
Výletní restaurace s hotelem zde stála již koncem 19. století a patřila rodině Josefa Vacka, architekta a stavitele, který v okolí nechal postavit i několik domků pro dělníky své cihelny a také školu J. A. Komenského (ta byla v roce 1929 upravena na byty a nahradila ji škola na nároží ulic V Zahrádkách a Na Chmelnici). Restaurace byla v roce 1931 přestavěna na hotel s kinem a v roce 2002 zbořena (místo ní tu byla na nároží ulic Malešická a Na Vackově postavena administrativní budova čp. 2551).

## Doprava
Vackov odděluje od bývalého nákladového nádraží ulice Malešická, na které je autobusová zastávka MHD Vackov. Ulice Malešická spojuje pražské čtvrtě Žižkov a Malešice.

## Zajímavosti
V tehdy ještě existující Restauraci Vackov se roku 1993 natáčel film Hotýlek v srdci Evropy.